# Parafia św. Urszuli Ledóchowskiej w Malborku
Parafia pw. św. Urszuli Ledóchowskiej – rzymskokatolicka parafia w diecezji elbląskiej, w dekanacie Malbork I.

## Historia
Parafia pw. bł. Urszuli Ledóchowskiej została erygowana 1 lipca 1989 roku. Pierwszym jej proboszczem został ks. Lech Wasilewski. Wybudował on tymczasową kaplicę, która jest używana do dziś. W 1993 roku do parafii nowym proboszczem zgodnie z dekretem biskupa został mianowany ks. Marek Kubecki. Podjął się zadania budowy kościoła parafialnego pw. św. Urszuli Ledóchowskiej, zmieniając wcześniejszy projekt kościoła. W 2002 roku kościół, w stanie surowym oddano do użytku na niedziele i święta. W 2003 roku kolejne zmiany, ks. bp Andrzej Śliwiński dekretem na probostwo kieruje ks. Józefa Micińskigo. 
W 2005 roku przeżywano w parafii peregrynację relikwii św. Teresy od Dzieciątka Jezus.

## Kościół i kaplica
Budowę kościoła parafialnego rozpoczęto w 1993 roku. Zaprojektował ją gdański architekt Bazyli Domsta. Jest to duża, nowoczesna świątynia, o półkolistym kształcie, z charakterystycznymi małymi okienkami, w części dla wiernych. W centralnej części prezbiterium znajduje się krucyfiks i tabernakulum. Ławki dla wiernych pochodzą z różnych kościołów i instytucji, które podarowały je parafii.
Podobnie jest z konfesjonałami. W kościele wierni gromadzą się na niedzielnej i świątecznej liturgii.
Kaplica została wybudowana przez pierwszego proboszcza tej parafii. Znajduje się w niej ikona krzyża z San Marino i ikona Świętej Rodziny.
Przy parafii swoją działalność prowadzą: Żywy Różaniec, Grupa Fatimska, Zespół CARITAS, Domowy Kościół, Odnowa w Duchu Świętym, Grupa Biblijna, Studnia Jakuba, Chórek Dziecięcy, młodzieżowy zespół muzyczny Laudate Dominum, Koło Przyjaciół Radia Maryja, Eucharystyczny Ruch Młodych.

## Zasięg parafii
Do parafii należą wierni z Malborka, mieszkający przy ulicach: Westerplatte, De Gaulle'a, Chodkiewicza, Okrzei, Sucharskiego, Wybickiego, Norwida, Nowowiejskiego, Konopnickiej, Michałowskiego, Kotarbińskiego, Cebertowicza, Pomianowskiego, Kwiatkowskiego, Czerskiego, Smoluchowskiego, Dybowskiego, Rolniczej, Dąbrówki.

## Proboszczowie parafii św. Urszuli Ledóchowskiej w Malborku
| imię i nazwisko     | daty urzędowania |
| ------------------- | ---------------- |
| ks. Lech Wasilewski | 1989–1993        |
| ks. Marek Kubecki   | 1993–2003        |
| ks. Józef Miciński  | od 2003          |